# 크누루프

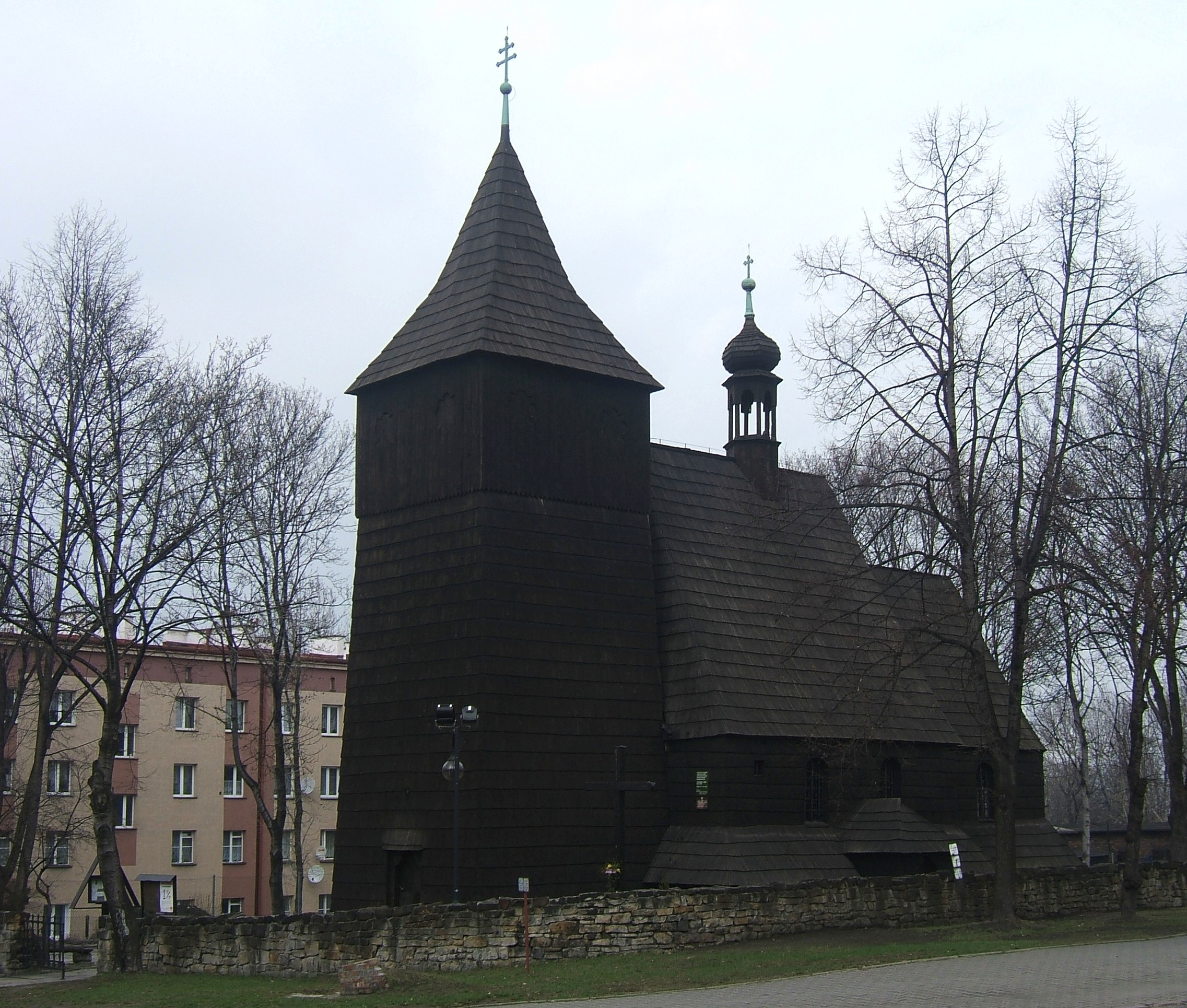
16세기에 건립된 크누루프의 목조 교회. 1935년에 호주프로 이전했다.

크누루프(폴란드어: Knurów)는 폴란드 남부 실롱스크주에 위치한 도시로 면적은 33.95km2, 인구는 39,449명(2012년 기준), 인구 밀도는 1,200명/km2이다. 카토비체 인근에 위치한다. 실레시아 고지대와 접하며 시내에는 석탄 광산이 남아 있다.

시기
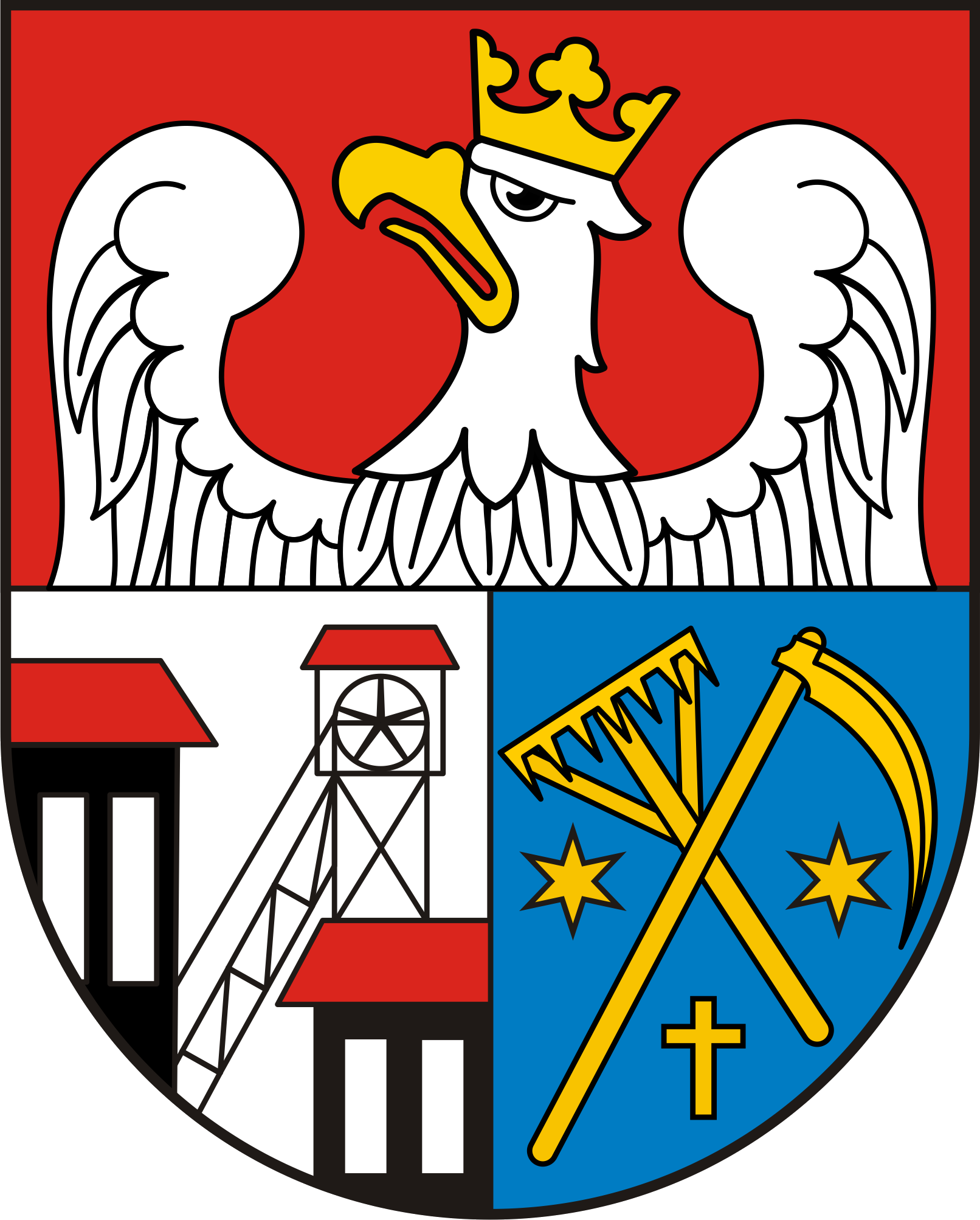
시 문장